# Суматранска летећа веверица
Суматранска летећа веверица (лат. Hylopetes winstoni) је сисар из реда глодара и породице веверица (Sciuridae).  

## Распрострањење
Ареал врсте је ограничен на једну државу. Индонезија је једино познато природно станиште врсте.

## Станиште
Станиште врсте су шуме. Врста је присутна на подручју острва Суматра у Индонезији.

## Угроженост
Подаци о распрострањености ове врсте су недовољни.